# Castillon (Cantón de Artix y País de Soubestre)
Castillon es una población y comuna francesa, en la región de Aquitania, departamento de Pirineos Atlánticos, en el distrito de Pau y cantón de Artix y País de Soubestre.

## Demografía
| 190 | 181 | 171 | 173 | 225 | 244 |
| Para los censos de 1962 a 1999 la población legal corresponde a la población sin duplicidades (Fuente: INSEE [Consultar]) |     |     |     |     |     |